# Lighthouse Wien

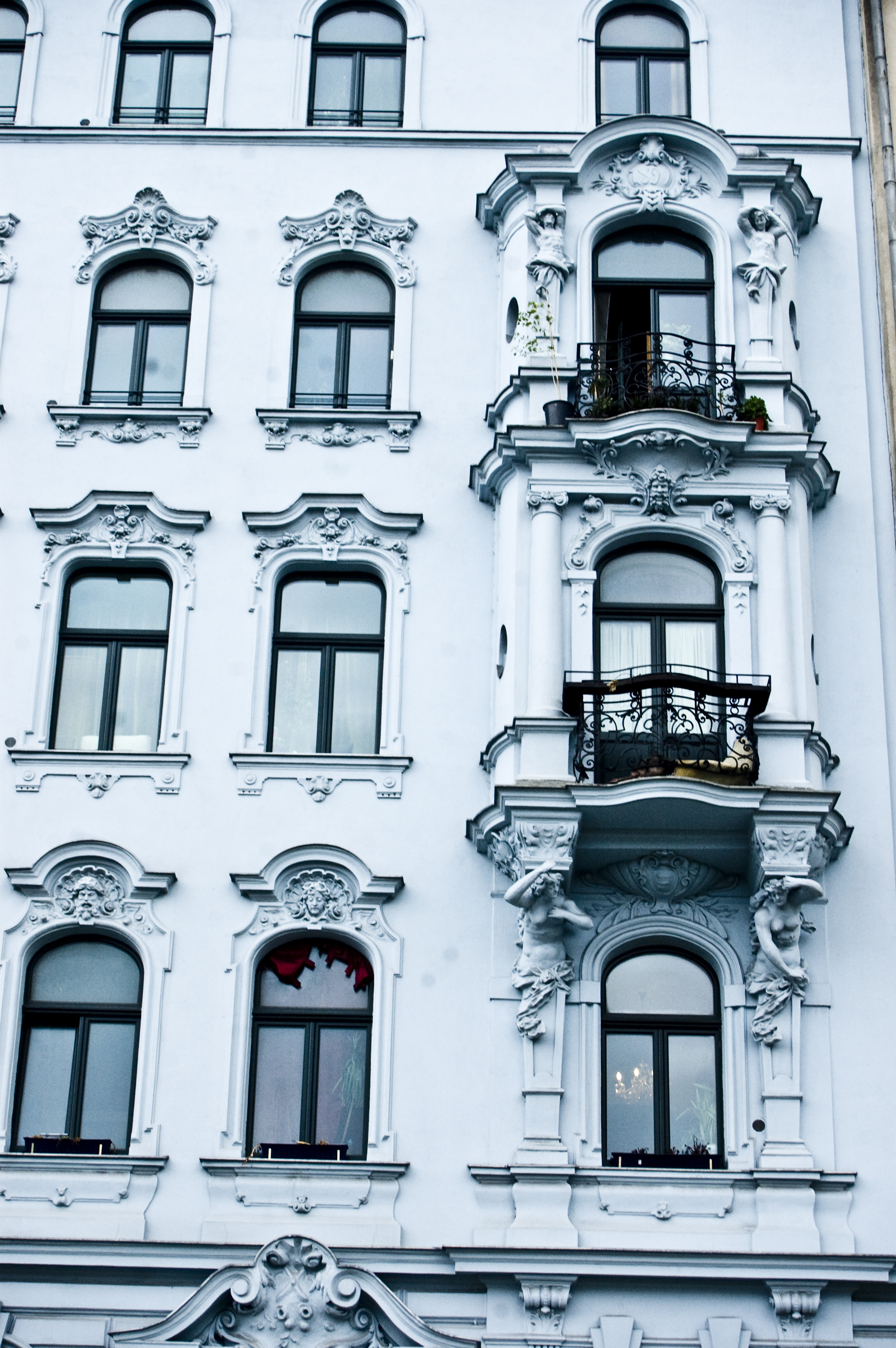
La fachada del Lighthouse

Lighthouse Wien es un proyecto de vivienda y alojamiento en la ciudad de Viena no subvencionado dirigido hacia personas que anteriormente carecían de hogar, siendo este,  un espacio cuyo enfoque primordial son las personas con problemas de adicción, HIV/SIDA, Hepatitis y otras diferentes tipos de enfermedades psiquiátricas. 

## Fundación
El proyecto data de los años 1990 y está basado en una idea de Bernhard Durst,, la cual fue principalmente apoyada por el presentador de televisión Guenter Tolar, el consejero espiritual de la Archidiócesis de Viena, Padre Clemens Kriz de la Orden de la Santisíma Trinidad, y por destacadas personalidades de la sociedad vienesa.
Tal como en Hamburgo, Basilea y Zúrich, Viena debía tener uno de los proyectos Lighthouse. Bernhard Durst muere a causas de las complicaciones del Sida en marzo de 1995 y no consigue ver la realización de un establecimiento para alojar a personas afectadas por esa enfermedad.
La fundación del primer Apartamento para cuatro personas fue realizada en marzo del año 2000 en la calle Löwengasse (calle del león), por Friederike Baca, Christian Michelides, Herbert Rausch y la Asociación de Autoayuda Menschen und Aids ( Club Plus) (Humanos y el Sida) – bajo el nombre Dach überm Kopf (Techo sobre la cabeza). La adaptación de este departamento fue posible gracias al apoyo moral y financiero de Burgl Helbich-Poschacher de la Orden de Malta.
El edificio principal del proyecto se encuentra ubicado en la calle Dampfschiffstraße 8 (calle del barco a vapor), pertenece al tercer distrito de la ciudad de Viena. El edificio fue arrendado en mayo de 2001 y los tres primeros años recibió la cooperación de Ute Bock reconocida personalidad que ayuda a refugiados políticos en Viena.
El edificio fue restaurado y remodelado acorde a las necesidades de sus habitantes. El primer Apartamento, además de los que se han ido agregando al proyecto y que se encuentran fuera de la casa principal, fueron bendecidos por el cardenal de la ciudad de Viena Christoph Schönborn.

## Asociación
La organización sin fines de lucro Lighthouse Wien fue fundada en el año 2003, por coordinadores voluntarios. La primera coordinadora fue Friederike Baca, y luego Andreas Hofmann (2005-2008)  y Herbert Rausch (desde 2008).
Desde su fundación, el director de la asociación es el psicoterapeuta Christian Michelides. Un equipo multidisciplinario que consta de unconsejeros de drogas, un mediador, un doctor, una asistente social y una enfermera, así como un servidor civil, practicantes, y los correspondientes equipos encargados de limpieza y conserjes.
Lighthouse está en cooperación estrecha con la Farmacia Feldmarschall Radetzky, las dos estaciones de Sida en Viena, Annenheim en el hospital Otto Wagner y 4-Süd en el hospital general de Viena, HIV-mobil (organización especializada en dar cuidado permanente a pacientes, con HIV y Sida en sus domilcilios), y el centro de información sobre Drogodependencia Jedmayer.  Lighthouse, además, es representado a menudo en el Aids-Stammtisch y ayuda incluso en las peticiones requeridas por el comité del congreso de la conferencia mundial del sida realizado en Viena 2010.
El año 2003 el Ministerio de salud austriaco reconoce a Lighthouse como una Institución de preparación en la práctica para psicoterapeutas y psicólogos clínicos.

## Apoyo a los habitantes

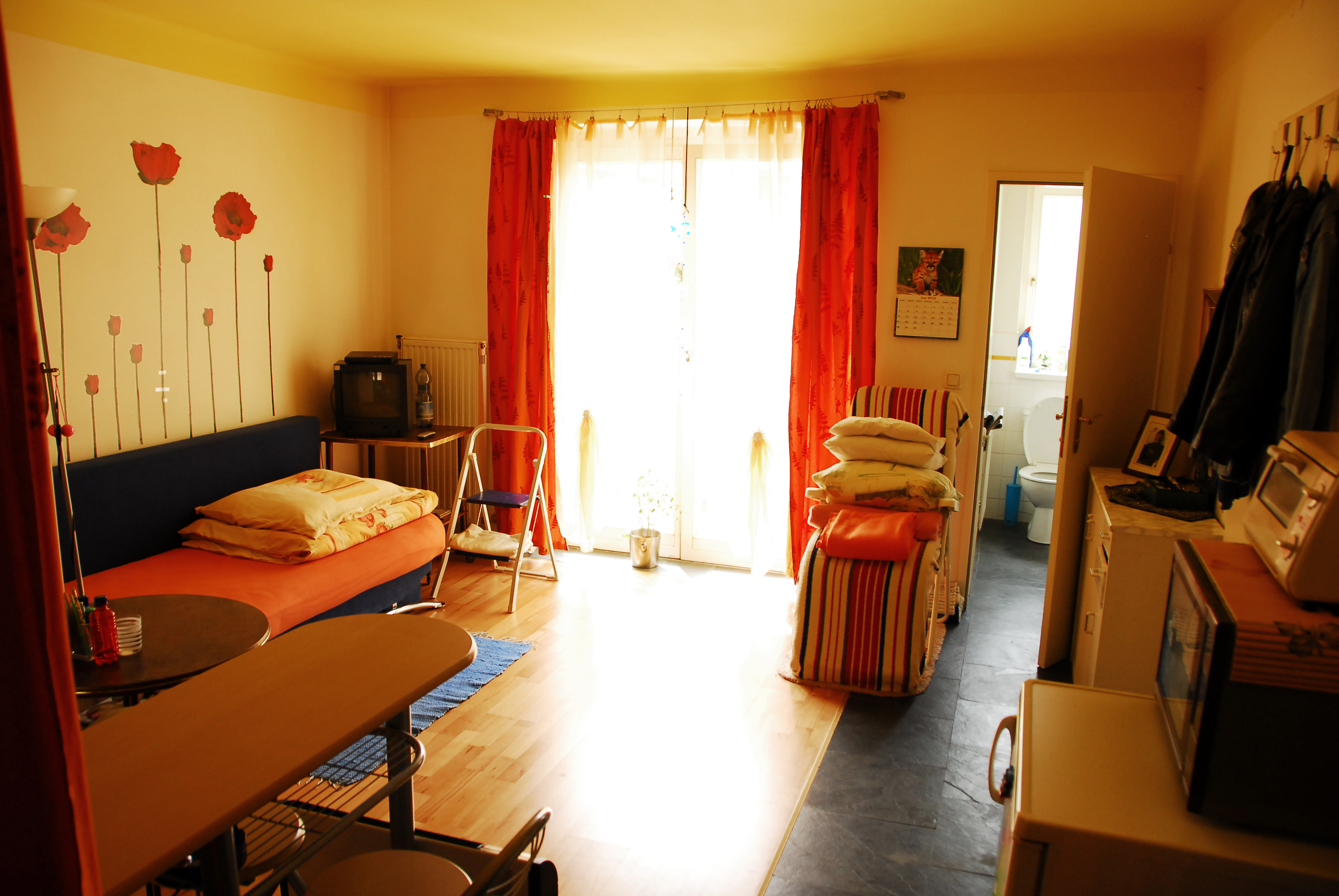
Un apartamento

La mayoría de los habitantes son personas extremadamente traumatizadas debido a la violencia, abusos, trágicas situaciones familiares vividas en su niñez y juventud, así como largos años de vivir en la indigencia, prisión y prostitución.
El principal objetivo de esta Institución es asegurar la supervivencia de sus habitantes, y evitar que ejerzan la criminalidad y la prostitución, aspectos que suelen estar relacionados con la adicción a las drogas.
Lighthouse ofrece a sus habitantes apoyo social, psicológico, legal y médico. Inmediatamente después de la entrada se comprueba si el individuo se encuentra el programa de drogas. Si fuese necesario, a todos se les provee de tratamiento para HIV y hepatitis, así como de psicofármacos recetados por los psiquiatras del caso.
En pos del ideal de estabilidad y calidad de vida de sus habitantes, el grupo de trabajadores del Lighthouse ha elaborado un dodecálogo:
1. Apoyo psicosocial en el mostrador en forma diaria.
2. Guía de formas de higiene.
3. Ayuda y guía en lo referido a llevar adelante un hogar.
4. Organización administrativa.
5. Organización de finanzas, en cuanto a ordenamiento del dineros y apertura de cuentas de ahorro
6. Pensiones.
7. Seguridad de movilización.
8. Acompañamiento y colaboración en procesos jurídicos.
9. Pensiones alimenticias y reencuentros familiares.
10. Tenencias de mascotas
11. Pruebas psicológicas y consejos
12. Psicoterapia

## Distinción
- Finalista del World Habitat Award 2006